# Verpflichtungsgeschäft

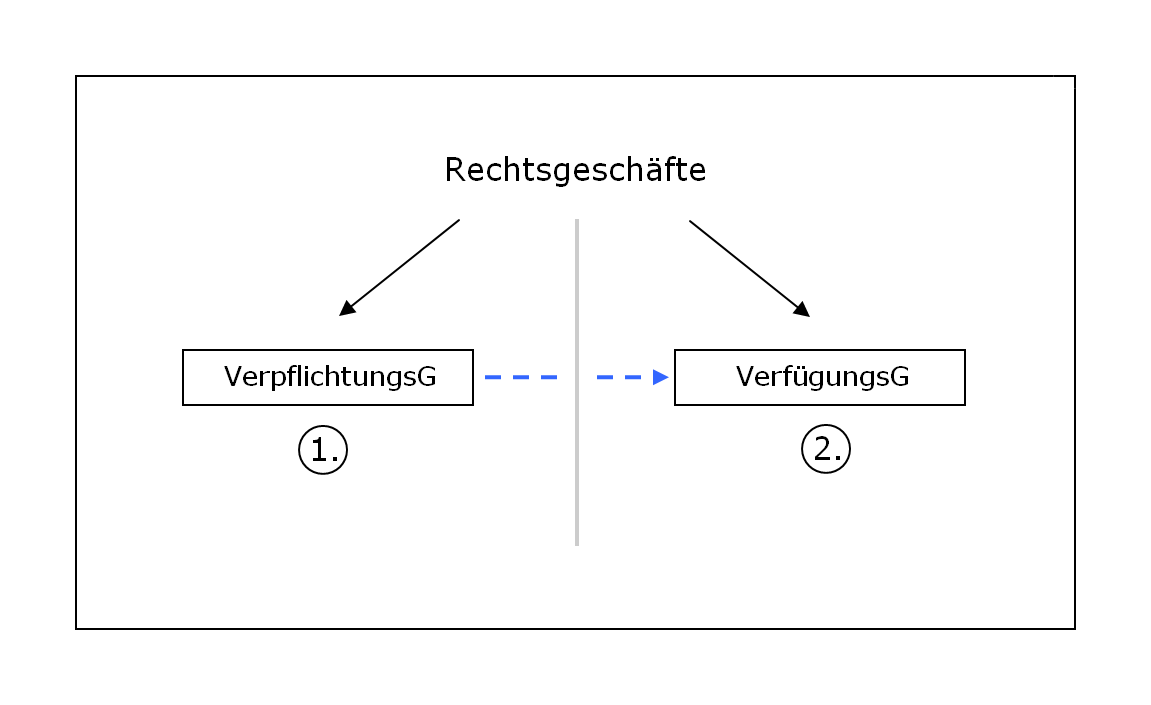
Trennungsprinzip: Verpflichtungsgeschäft und Verfügungsgeschäft

Das Verpflichtungsgeschäft ist ein Begriff aus der Rechtswissenschaft. Es bezeichnet ein Rechtsgeschäft, das eine Verpflichtung zum Inhalt hat.
Mit dem Verpflichtungsgeschäft verpflichtet sich ein Schuldner zur Vornahme eines Tuns, Duldens oder Unterlassens. Im Normalfall bedeutet diese Verpflichtung, dass der Gläubiger dieses Tun, Dulden oder Unterlassen von dem Verpflichteten einfordern kann: Es entsteht ein Anspruch gegen den Verpflichteten. So kann zum Beispiel der Käufer eines Autos aus dem Kaufvertrag als Verpflichtungsgeschäft vom Verkäufer zur Erfüllung seiner Verpflichtung die Übereignung des Autos verlangen. Umgekehrt kann der Verkäufer vom Käufer zur Erfüllung von dessen Zahlungsverpflichtung die Gegenleistung, die Zahlung des Kaufpreises verlangen. Beim Kaufvertrag handelt es sich um ein zweiseitig verpflichtendes Rechtsgeschäft. Daneben sind einseitig verpflichtende Rechtsgeschäfte (ebenfalls ein Vertrag) wie die Schenkung möglich.
Verpflichtungsgeschäfte entstehen typischerweise, indem sich zwei Rechtsträger über die Verpflichtung einigen, also durch Vertrag (z. B. durch Kaufvertrag). Verpflichtungsgeschäfte können aber auch durch einseitige Willenserklärung entstehen. Ein Beispiel hierfür ist die Auslobung eines Finderlohns.
Der aus dem Verpflichtungsgeschäft resultierende Anspruch besteht häufig in der Verpflichtung zur Übertragung eines Rechtes. So ist der Kaufvertrag ein Verpflichtungsgeschäft, in dem sich der Verkäufer zur Übertragung des Eigentums an der Kaufsache verpflichtet. Die Eigentumsübertragung selbst ist ein weiteres Rechtsgeschäft, das sogenannte Verfügungs- oder Erfüllungsgeschäft. Der Kaufvertrag ist die causa für die Rechtsübertragung (Rechtsgrund für das Behaltendürfen). Es wird daher auch vom Kausalgeschäft gesprochen.
Verpflichtungs- und Verfügungsgeschäft unterliegen dem Abstraktions- bzw. Trennungsprinzip.